# Амон Ритер фон Грегурич
Амон Ритер фон Грегурич (мађ. Gregurich Ámon) је био мађарски мачевалац. Такмичио се у појединачној дисциплини сабљама на Летњим олимпијским играма 1900. године. Био је ученик чувеног реформатора мачевања Луиђија Барбасетија. Као потпуковник, фон Грегурч је служио у царским и краљевским хусарима током Првог светског рата. Погинуо је у акцији јуна 1915. у Мукачеву у данашњој Украјини.

## Спортска каријера
Био је ученик италијанског мајстора мачевања Луиђија Барбасетија, који се настанио у Бечу.
- Између 1895. и 1897. квалификовао се као учитељ мачевања и гимнастике у Бечујхељу.
- Године 1895. победио је у такмичењу мачем на спортском такмичењу мађарских АК (МАК) мајстора, и завршио 2. у бодежу.
- Заузео је треће место на такмичењу Миленијум Мастерс мачевима 1896.

### Олимпијске игре
У Француској, на Летњим олимпијским играма 1900. у Паризу, заузео је 4. место у свој дисциплини мачевања, сабљи.